# Teatro greco di Tindari

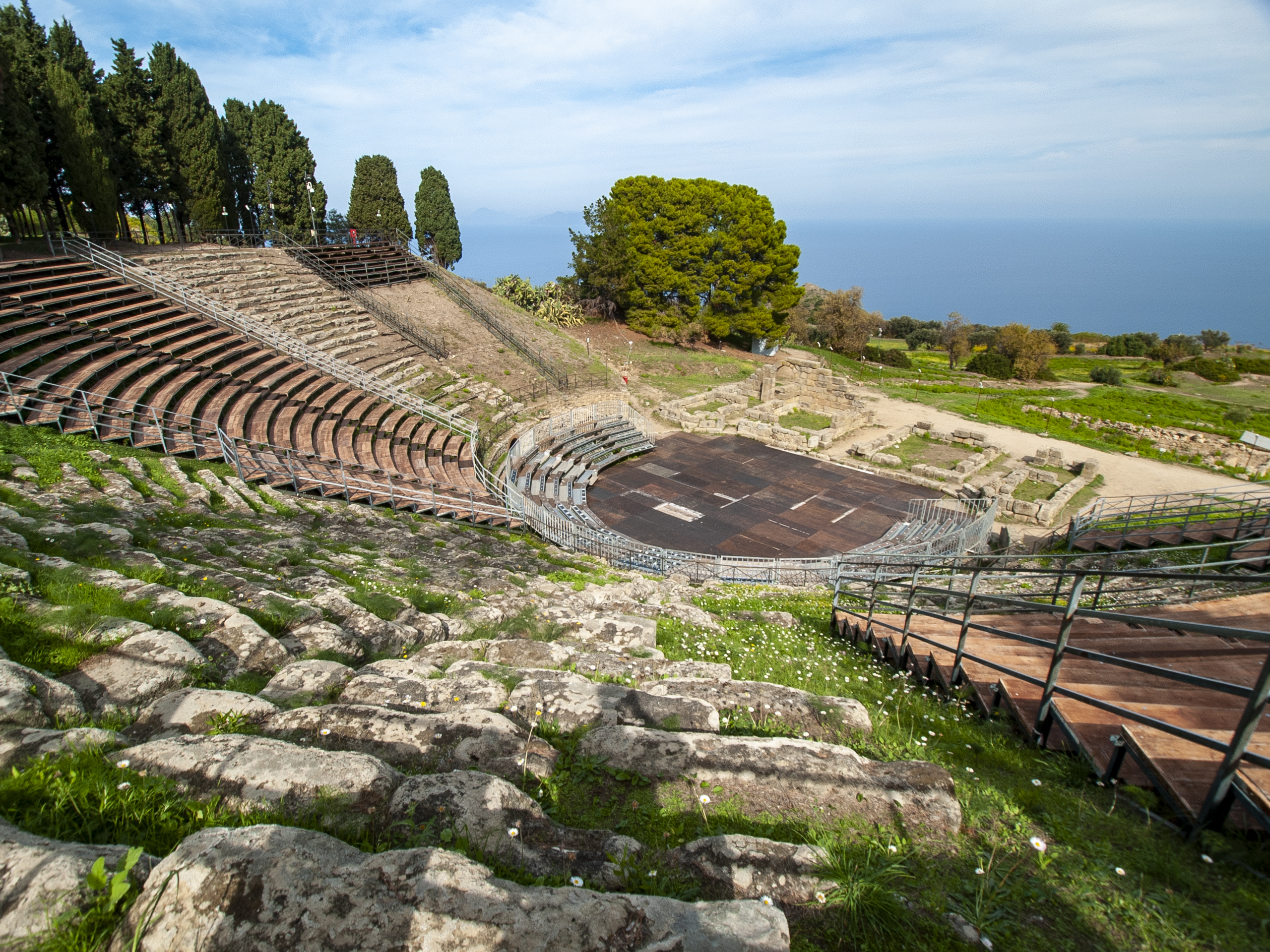

Il teatro di Tindari è nel suo genere il secondo polo monumentale presente nella provincia di Messina.

## Storia
Costruito in forme greche alla fine del IV secolo a.C. e in seguito rimaneggiato in epoca romana, con una nuova decorazione e l'adattamento a sede per i giochi dell'anfiteatro.
Rimasto a lungo in abbandono e conosciuto solo per le illustrazioni del XIX secolo, era appoggiato alla naturale conformazione a conca della collina, nella quale furono scavate le gradinate dei sedili (0,40 m di altezza e 0,70 m di profondità) della cavea, che doveva raggiungere una capienza di circa tremila posti. In età romana vi si aggiunse un portico in opera laterizia e la ricostruzione della scena, di cui restano solo le fondazioni e un'arcata, restaurata nel 1939. L'orchestra venne trasformata in un'arena, circondando la cavea con un muro e sopprimendone i quattro gradini inferiori
Dal 1956 vi ha sede un festival artistico che annovera tra le manifestazioni danza, musica e teatro.
Dal 2001 vi ha sede, assieme a Taormina, il Festival del teatro dei due mari
Dall'agosto del 2014 vi ha luogo Indiegeno Fest, festival di musica in cui hanno suonato artisti del panorama italiano come gli Afterhours, Brunori Sas, Niccolò Fabi, GnuQuartet, Marta sui Tubi, Carmen Consoli, Eugenio Finardi, Daniele Silvestri, Levante.

## Accessi
Per chi proviene in auto è consigliabile uscire al casello autostradale di  Falcone ,  lungo l'Autostrada Messina-Palermo percorrendo la  in direzione Palermo. 
Tindari con il suo Santuario sono altresì raggiungibili in treno per la comoda vicinanza della stazione ferroviaria di Oliveri-Tindari al sentiero della Coda di Volpe posta a soli 800 metri.